# Черниговский завод радиоприборов
Черни́говский заво́д радиоприбо́ров или «ЧеЗаРа» (укр. Чернігівський завод радіоприладів, «ЧеЗаРа») — одно из градообразующих предприятий Чернигова, завод радиоаппаратуры, спроектированный для общих космических потребностей и продолжительное время работал на оборонный и ракетно-космический комплекс бывшего СССР.
Входит в перечень предприятий, имеющих стратегическое значение для экономики и безопасности Украины.

## История

### 1967—1991
С 1970 года в отделе главного конструктора действует сектор товаров народного потребления. В 1971 году создано КБ товаров народного потребления, на базе которого в 1978 году было создано СКБ. Цех по производству товаров народного потребления совместно с СКБ выделено в отдельное производство. На заводе изготавливались следующие товары народного потребления: сувениры, светильники, значки, карнизы, телевизионные приставки ПСКД, антенны АТКД, блоки и модули для цветных телевизоров (УПИМЦТ), радиоприёмник «Данко».
В 1971 году завод выпускает первые датчики для космических спутников. Позднее начинается производство цифрового счётного оборудования и систем электроавтоматики и управления к станкам с числовым программным управлением, релейно-коммутационное оборудование, аппаратуры ретрансляции телевизионных сигналов, преобразующей аппаратуры, разнообразных датчиков, телеметрической аппаратуры для использования в различных областях промышленности, транспорта, связи и сельского хозяйства.
В 1980 году заводу было присвоено почётное звание «Имени В. И. Ленина», а в 1982 году за разработку и освоение серийного производства комплекса спецтехники объединение наградили Орденом Трудового Красного Знамени. Добросовестный труд 200 рабочих и инженеров был отмечен орденами и медалями.
В эти годы на предприятии трудилось до 17 тысяч работников.
В июле 1983 года была введена в эксплуатацию заводская медсанчасть.
1990—1991 годы — время экономического спада, конверсии в ВПК, время поиска новых путей уже не только развития, но и выживания. Используя опыт по производству специальной техники, предприятие налаживает выпуск аппаратуры связи для городских АТС, а также радиорелейного оборудования. Осваивается выпуск нетрадиционных для машиностроительного предприятия видов продукции — стол операционный, кресло гинекологическое, иглы инъекционные одно- и многоразового использования, компаратор «Линкей» и т. д.

### После 1991
В 1992—1994 гг. встал вопрос о новых формах управления предприятия. Были проведены мероприятия по акционированию, которые завершились 26 мая 1994 года созданием ОАО «Черниговский завод радиоприборов» — ОАО «ЧеЗаРа».
В 1995 году предприятие попало в «Перечень объектов, которые подлежат обязательной приватизации в 1995 году» (Перелік об'єктів, що підлягають обов’язковій приватизації у 1995 р.), согласно постановлению Кабинета Министров Украины от 15 мая 1995 года № 343.
В 1996 году началась продажа акций. В 1997 году на первом заседании акционеров первым президентом и председателем правления избран К. И. Колесник. В 1996 году состоялась новая реструктуризация — образовалось 12 дочерних предприятий и структурных подразделений с правом вести самостоятельную финансовую и производственную деятельность.
С 1999 года ОАО «ЧеЗаРа» входит в сферу управления Национального космического агентства Украины, принимало участие в программе «Морской старт».
В 2003 году завод представил новую разработку: биометрическую систему контроля БСК (совместимое с персональным компьютером устройство для снятия отпечатков пальцев).
2007 год завод закончил с убытком в размере 15,702 млн гривен.
В январе 2008 года 54,33 % акций предприятия купила словацкая инвестиционная компания Arca Capital.
Начавшийся в 2008 году экономический кризис и вступление Украины в ВТО в мае 2008 года осложнили положение завода. Только за первые девять месяцев 2008 года убытки завода увеличились в 36 раз. В 2008 году завод сократил чистый доход на 1,2 % и завершил год с убытками в размере 47,7 млн гривен.
В феврале 2009 года Черниговский радиомеханический техникум был снят с баланса завода и передан в собственность министерства образования Украины.
29 июля 2009 года хозяйственный суд Черниговской области ввел на заводе процедуру санации, в декабре 2009 предприятие остановило работу, однако в дальнейшем, в январе 2010 года завод был привлечён к изготовлению комплектующих к бронетранспортёрам БТР-4 для вооружённых сил Ирака.
25 ноября 2009 Кабинет министров Украины принял постановление № 1389, в соответствии с которым завод был включён в перечень предприятий аэрокосмической промышленности, освобождённых от уплаты налога на землю с 1 января 2010 до 1 января 2015.
В 2012 году завод увеличил выпуск продукции на 40,3 % в сравнении с 2011 годом, общая стоимость выпущенной продукции составила 140,2 млн гривен.
В декабре 2012 года правительство Украины приняло решение о продаже последних 25 % акций предприятия, остававшихся в государственной собственности.
В первом полугодии 2013 года, в связи с отсутствием заказов, завод сократил производство на 36 %.
В марте 2015 года завод был привлечён к выполнению военного заказа.
22 июня 2015 завод получил лицензию на производство военной техники и вооружения.

## Современное состояние
В XXI веке ОАО «ЧеЗаРа» — ведущий производитель аппаратуры уплотнения телефонных каналов нового пятого поколения, датчиковой и преобразующей аппаратуры, медицинской техники, инструмента и товаров народного потребления. На сегодняшний день предприятие имеет 30 производственных и административных зданий общей площадью 250 тыс. квадратных метров. На сегодняшний день непосредственно на предприятии ОАО «ЧеЗаРа» работает около 300 человек.
Виды деятельности:
1. основной — производство инструментов и оборудования для измерения, исследования и навигации,
2. производство воздушных и космических летальных аппаратов, спутникового оборудования,
3. производство оборудования связи,
4. производство электронной аппаратуры бытового предназначения для приёма, записи и воспроизведения звука и изображения,
5. другие строительно-монтажные работы,
6. ремонт и техническое обслуживание воздушных и космических летальных аппаратов

Открытое акционерное общество Черниговский завод радиоприборов включает:
1. дочернее предприятие «Экран»[21] (17.04.2002, Павел Владимирович Суярко) — производство передаточной аппаратуры, другие виды оптовой торговли
2. дочернее предприятие «Ивушка»[22] (29.05.1997, Сергей Александрович Комов) — розничная торговля в неспециализированных магазинах преимущественно продуктами питания, напитками и табачными изделиями; неспециализированная оптовая торговля, другие виды розничной торговли в неспециализированных магазинах
3. дочернее предприятие «Завод радиоаппаратуры преобразователей и датчиков» («Рапид»)[23] (29.05.1997—26.01.2016 — закрыто из-за банкротства, Николай Васильевич Пальоха) — производство контрольно-измерительных приборов
4. Кооперативы жилищно-строительный кооператив № 133[24] (16.08.2005—12.09.2006)
5. Первичная профсоюзная организация Черниговского завода радиоприборов[25] (16.06.2004, Виктор Николаевич Кулик)
6. ООО Торговый дом «Чезара»[26] (19.08.2015, Сергей Павлович Скурский) — оптовая торговля металлами и металлическими рудами; деятельность посредников в торговле топливом, рудами, металлами и промышленными химическими веществами; деятельность посредников в торговле машинами, промышленным оборудованием, судами и самолётами; оптовая торговля станками